# فلیکس یکم

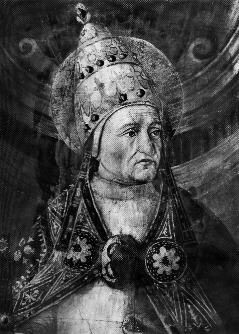

پاپ فلیکس یکم (به انگلیسی: Pope Felix I) یکی از پاپ‌های کلیسای کاتولیک رم بود که در یونان به دنیا آمد و بین سال‌های ۲۶۹ تا ۲۷۴ میلادی پاپ بود.

## زندگی و اعمال
فلیکس، متولد رم، در ۵ ژانویه سال ۲۶۹ به عنوان پاپ جانشین پاپ دیونیسوس، که در ۲۶ دسامبر سال ۲۶۸ درگذشت انتخاب شد.
فلیکس نویسنده نامه متعصبانه برای وحدت مسیحیان بود. او کمک‌هایی از امپراتور اورلین برای فرونشاندن اختلافات دینی بین ضد تثلیثی‌ها به رهبری پل ساموساتا، که توسط اسقف‌های انطاکیه به اتهام الحاد ترد شده بود و با ارتودوکس‌ها به رهبری دامنوس، که در انطاکیه جانشین پل شده بود دریافت کرد. پل حاضر به تسلیم نشد و در سال ۲۷۲ امپراتور اوذلین از فلیکس خواست تا بین رقبا یکی را برگزنید. او به کلیسا دستور داد طرف کسی را بگیرند که توسط اسقف‌های ایتالیا به رسمیت شناخته شده باشد.
متن این نامه بعداً توسط یک پیرو آپولینار در جهت منافع فرقه خود تحریف شد.
اطلاعات در مورد فلیکس در " کتاب پاپ‌ها " فرمان انجام مراسم عشای ربانی در مقبره شهدا را به او نسبت می‌دهد. نویسنده این مطلب به وضوح به انجام محرمانه مراسم عشای ربانی در محراب در نزدیکی یا بر روی مقبره شهدا در سردابه کلیسا اشاره می‌کند، در حالی که جشن رسمی همیشه در محراب یک بازیلیکا برگزار می‌شد. این مراسم، همچنان هم در پایان قرن چهارم، همانند اوایل قرن سوم، از زمانی که ظاهراً بازیلیکا بزرگ در رم ساخته شد و به دلیل خدمات صادقانه شهدا، در مقبره آن‌ها در سالگرد خاکسپاری شان برگزار می‌شد. فلیکس احتمالاً چنین حکمی صادر نکرده اما مؤلف " کتاب پاپ‌ها " آن را به او نسبت داده چرا که او هیچ اجباری برای انجام این سنت اعمال نمی‌کرده.

## مرگ و ستایش
شورای افسس پاپ فلیکس را به عنوان یک شهید تلقی کرد این لقب در زندگی پاپ در " کتاب پاپ‌ها " نیز آمده اما تا قبل از آن این لقب برای شخص معتبر دیگری استفاده نشده بود به همین دلیل این لقب چندان درخور به نظر نمی‌رسد. با توجه " کتاب پاپ‌ها " فلیکس بازیلیکایی در بر سر راه " ویا اورلیا " ساخته، همین منبع همچنین می‌افزاید که او در آنجا به خاک سپرده شده‌است. آخرین ادعا ظاهراً اشتباه است، زیرا برای چهار قرن تقویم اعیاد مسیحی می‌گفت که پاپ فلیکس در سردابه کالیکتوس در آپیا دفن شده‌است. گفته این کتاب در مورد مرگ پاپ ظاهراً از تشابه نامی با یک شهید رومی به همین نام که در ویا اورلیا به خاک سپرده شده و بر روی قبر آن یک کلیسا ساخته شده‌است ناشی می‌شود. در اعیاد روم یا در تقویم اعیاد نیز به این امر اشاره شده و نام فلیکس در فهرست اسقف‌ها قرار دارد نه شهیدان.
با توجه به جزئیات ذکر شده در بالا، فلیکس در سردابه کالیکتوس و در تاریخ ۳۰ دسامبر دفن شد. از او به نام فلیکس مقدس اول و به عنوان پاپ و شهید یاد می‌شود و یک جشن ساده در ۳۰ مه به افتخار او برگزار می‌گردد. از این تاریخ در " کتاب پاپ‌ها " به عنوان زمان مرگ او یاد شده‌است که احتمالاً در اثر یک اشتباه در نگارش حاصل شده. این خطا در تقویم عمومی رومی تا سال ۱۹۶۹ باقی بود. پس از آن، جشن فلیکس مقدس اول، دیگر در تقویم عمومی روم به آن صورت ذکر شده نشده‌است و در این روز واقعی مرگ او و بدون لقب " شهید " یعنی ۳۰ دسامبر این مراسم برگزار می‌شود.
با توجه به مطالعات اخیر، قدیمی‌ترین کتاب‌های نیایش نشان می‌دهد که این سنت در ۳۰ مه برای شهید دبگری مه در ویا اورلیا به خاک سپرده شده‌است، برای اشتباه با پاپ فلیکس اول شناخته می‌شد. در خطایی مشابه ولی کوچکتر در کتاب‌های نشایش مشخص شده، تا اواسط دهه ۱۹۵۰، سالروز درگذشت پاپ فلیکس دوم نیز روز ۳۰ ژوئیه برگزار می‌شده.